# 폴 마이어 (통계학자)
폴 마이어는 미국의 통계학자이다. 에드워드 카플란와 함께 의학 분야에서 널리 쓰이는 카플란-마이어 생존분석법을 개발하였다.

## 같이 보기
- 생존 분석
- 생명표
- 근거중심의학